# John LaPorta
John LaPorta (ur. 1 kwietnia 1920 albo 13 kwietnia 1920 w Filadelfii, zm. 12 maja 2004 w Sarasocie, Floryda) – amerykański klarnecista jazzowy, kompozytor.

## Życiorys
Występował m.in. z Kennym Clarke, Charlie Pakerem, Lesterem Youngiem, Dizzym Gillespie, Buddy Richem i Milesem Davisem. W latach 40. był członkiem Woody Herman Orchestra.
Twórca kompozycji jazzowych i klasycznych; jest autorem muzyki filmowej. Łącznie ogłosił ponad 200 kompozycji. W 2001 wydał autobiografię Playing It by Ear.
Muzyk zmarł 12 maja 2004 roku w Sarasocie w efekcie komplikacji po przebytym udarze. Miał 84 lata.